# Bogd (distrikt i Mongoliet, Bajanchongor)
Bogd (mongoliska: Богд Сум, Богд, Bogd Sum) är ett distrikt i Mongoliet.   Det ligger i provinsen Bajanchongor, i den centrala delen av landet, 600 km sydväst om huvudstaden Ulaanbaatar.